# Christine Kafando
Christine Kafando (née à Dabou en Côte d'Ivoire le 25 décembre 1972) est une militante burkinabée. Elle est connue pour son engagement contre le VIH, et pour avoir rendu publique sa maladie,. Elle est la première burkinabée à anonncer publiquement sa séropositivité.

## Engagement militant
En 1997, elle découvre sa séropositivité, qui a de grandes conséquences sur sa vie et son engagement social et professionnel, en s'engageant dans la lutte contre la maladie, la marginalisation, contre le rejet et la discrimination à l'égard des malades,.
Consciente du besoin de la coopération de diverses organisations et pays pour lutter contre le VIH, Christine Kafando fait équipe avec des personnes se trouvant dans la même situation. Elle fonde en juin 1997 l'association Association Responsabilité Espoir Solidarité. L'objectif est d'améliorer la qualité de vie des personnes infectées par le VIH dans la province de Bobo Dioulasso. Elle a occupé les postes de secrétaire adjointe et de trésorière, devenant enfin présidente.
Le 23 janvier 2003, l'association Espoir pour demain est créée. Elle est officiellement reconnue le 12 mai de la même année, avec deux objectifs fondamentaux : réduire les risques de transmission du VIH de la mère à l'enfant ; et d'autre part, améliorer les soins médicaux, nutritionnels et psychosociaux de la mère et de l'enfant séropositif, en garantissant le soutien et le suivi scolaire de ces enfants. Christine Kofando prend la présidence de cette organisation.
Christine Kofando a également mis en œuvre un projet de mobilisation sociale visant à impliquer davantage les hommes dans la résolution des problèmes de violence à l'égard des femmes infectées par le VIH ou les IST. L'activité à Bobo Dioulasso a été développée en 2004 avec la création de l'association APPEL en collaboration avec l'Association Espoir Demain,.
En 2004, elle est nommée coordinatrice et présidente de la Maison des associations de lutte contre le sida, qui regroupe plus de 110 associations œuvrant contre le sida, le paludisme et la tuberculose depuis peu l'hépatite B. Plus de 20 d'entre elles proposent des tests volontaires et des soins médicaux, psychologiques et sociaux liés au VIH.

## Reconnaissance
- 2004 : Chevalier de l'Ordre national du mérite du Burkina Faso[3]
- 2011 : Chevalier de la Légion d'honneur[3]
- 2013 : prix International de Sidaction[3].